# Annual Review of Fluid Mechanics
Annual Review of Fluid Mechanics (nach ISO 4 abgekürzt Annu. Rev. Fluid Mech.) ist eine jährlich erscheinende begutachtete wissenschaftliche Fachzeitschrift, die seit 1969 von Annual Reviews herausgegeben wird. Thematisch beschäftigt sich die Zeitschrift mit Strömungslehre. Die beiden gemeinsam agierenden Herausgeber sind Stephen H. Davis und Parviz Moin.
Der Impact Factor lag im Jahr 2016 bei 14,020, der fünfjährige Impact Factor bei 15,193. Damit lag die Zeitschrift beim zweijährigen Impact Factor sowohl in der Kategorie „Mechanik“ als auch in der Kategorie „Physik, Fluide und Plasma“ auf Rang 1 aller 133 bzw. 31 gelisteten Zeitschriften.